# Pitajo noir
Ochthoeca nigrita
Espèce
Statut de conservation UICN

 LC  : Préoccupation mineure
Le Pitajo noir (Ochthoeca nigrita), aussi appelé Pitajo du Tachira, est une espèce de passereau de la famille des Tyrannidae,.

## Systématique
Cette espèce était auparavant considérée comme conspécifique avec Ochthoeca cinnamomeiventris, sous le nom de Ochthoeca cinnamomeiventris nigrita. Depuis les travaux de Ridgely & Greenfield (publiés en 2001) et de Hilty (publiés en 2003), la classification de référence du Congrès ornithologique international (version 9.1, 2019) la considère comme une espèce à part entière. Malgré tout, certaines sources la classent encore en 2019 comme une sous-espèce de Ochthoeca cinnamomeiventris,.

## Distribution
Cet oiseau vit dans les Andes de l'ouest du Venezuela (État de Mérida, ouest de celui de Barinas et État de Táchira),,.